# エレック (アーサー王物語)
エレック（Sir Erec）は、アーサー王物語に登場する人物。ラック王（King Lac）の子で、円卓の騎士の一人。
アーサー王伝説群であるクレティアン・ド・トロワの小説『エレックとエニード』にも登場。